# Átlagemberek (film)
Az Átlagemberek (eredeti cím: Ordinary People) 1980-ban bemutatott amerikai filmdráma, Robert Redford első rendezői munkája. A film alapjául Judith Guest azonos című regénye szolgált. A produkció négy Oscar-díjat és öt Golden Globe-díjat nyert. Zenéje Pachelbel leghíresebb műve, a Kánon D-dúrban feldolgozásával készült.  

## Cselekmény
|  | Alább a cselekmény részletei következnek! |

Conrad (Timothy Hutton) bátyja halála után nem tud visszarázódni a normális kerékvágásba. Apja, Calvin (Donald Sutherland) nagyon aggódik érte, ezért tanácsolja, hogy keresse fel a pszichiátert, akit neki ajánlottak. Conrad először nem áll kötélnek, azonban rémálmai és a barátaitól való elszigeteltség-érzete megadja neki a lökést, hogy felhívja Dr. Bergert (Judd Hirsch). A kezdeti kellemetlen feszültsége feloldódik, mikor a doktornak sikerül rávennie, hogy beszéljen magáról. Conrad bevallja, hogy ki akar lépni az úszócsapatból, de nem akarja, hogy a szülei még jobban aggodalmaskodni kezdjenek, ugyanis korábban Conrad öngyilkosságot kísérelt meg, és négy hónapot töltött kórházban. A doktor azt is megtudja, hogy Conradnak hiányzik a kórház, mert megismerkedett a klinikán egy Karen nevű lánnyal (Dinah Manoff), akivel tartani szeretné a kapcsolatot.
Egy nap találkozik Karennel, de a lány sietős, és hangoztatja, hogy jobban érzi magát és nagyon elfoglalt, Conrad azonban még reménykedik, hogy tudnak beszélni. Conrad édesanyja, Beth (Mary Tyler Moore) egészen máshogy kezeli Conrad magába forduló természetét. A fiú étvágytalanságát zokon veszi, és nem akarja nagy dobra verni, hogy Conradnak pszichiáterre van szüksége. Rá akarja venni férjét, hogy töltsék a karácsonyt Londonban, de Calvin elveti az ötletét, mivel Conradot csak nemrég kezdték kezelni. Az édesanyja közömbössége bántja Conradot, és hiába próbálja Beth-szel megbeszélni a dolgot, a nő nem hajlandó a problémákról tudomást venni, és ragaszkodik a mindennapok átlagosságához.
Dr. Berger tudja, hogy Conrad visszafojtja magába a dühét, ezért provokálja, hogy a fiú kiadja magából. Nem sokkal ezután Conrad nagyszülei jönnek látogatóba, és a család közös fotókat kezd készíteni. Mikor Calvin Beth-ről és Conradról szeretne egy képet, Beth tiltakozik, hogy a férfiakról kellene képet csinálni, és addig-addig erősködik, míg Conrad dühösen kifakad, és elvonul. Kilép az úszócsapatból, amiből kifolyólag összetűzésbe kerül a barátaival is, és közli velük, hogy nincs kedve beszélgetni. Conrad csak Jeanne-nek (Elizabeth McGovern) nyílik meg, akit a kórusban ismer meg jobban, és elhívja randevúra. 
Ahogy közeledik a karácsony, a család karácsonyfát vesz, azonban Beth-nek tudomására jut, hogy Conrad már nem jár úszni, és felháborodik, hogy a fia hazudott. Conrad és Beth veszekedni kezdenek, míg ki nem lyukadnak oda, hogy Conrad anyja szemére hányja, hogy nem látogatta meg egyszer sem a kórházban, bezzeg ha a bátyja lett volna, a bátyját sokkal jobban szerette! Calvin újra aggodalmaskodni kezd, ezért elmegy ő is Dr. Bergerhez, már tudja, hogy valami nagyon zavarja őt, de még azt nem, hogy micsoda.
Beth megkéri Calvint, hogy utazzanak ketten Houstonba a bátyjához, Conrad addig maradhat a nagyszülőknél. Calvin kérdőre vonja Beth viselkedését Conrad iránt, és hajba kapnak. Eközben Conrad összeverekedik az egyik haverjával, ezután hazamegy, és megpróbálja elérni Karent telefonon, és tragikus módon értesül, hogy Karen végzett magával. Conrad teljesen összeomlik, és az éjszaka közepén felkeresi a pszichiáterét. Dr. Berger megtudja, hogy a Conrad bátyja a hajós balesetnél elengedte a viharban Conrad kezét, és alámerült, és Conradnak el kell számolni a lelkiismeretével, amiért nem úszott utána. Conradnak sikerül megnyugodnia, és a doktort is a barátjának tudhatja.
Calvin úgy érzi, hogy Beth nem képes szeretni, és már a saját érzelmeiben sem biztos. Mikor ezt megvallja Beth-nek, és gyengének nevezi, aki a problémák elől fut, Beth meredten összecsomagol, és reggelre elmegy egy taxival. Calvin és Conrad magára marad, de a kettejük kapcsolata elég erős, hogy bizakodni tudjanak a jövőben.    
|  | Itt a vége a cselekmény részletezésének! |

## Szereplők
| Színész            | Szerep                | Magyar hang      |
| ------------------ | --------------------- | ---------------- |
| Donald Sutherland  | Calvin Jarrett        | Helyey László    |
| Mary Tyler Moore   | Beth Jarrett          | Földessy Margit  |
| Timothy Hutton     | Conrad Jarrett        | Lippai László    |
| Judd Hirsch        | Dr. Tyrone C. Berger  | Székhelyi József |
| Elizabeth McGovern | Jeannine Pratt        | Nyírő Bea        |
| M. Emmet Walsh     | Salan edző            | Gruber Hugó      |
| Dinah Manoff       | Karen                 | Báthory Orsolya  |
| Fredric Lehne      | Lazenby               | Szokol Péter     |
| James Sikking      | Ray Hanley            | n.a              |
| Basil Hoffman      | Sloan                 | n.a              |
| Scott Doebler      | Jordan "Buck" Jarrett | Forgács Péter    |
| Quinn Redeker      | Ward                  | Melis Gábor      |
| Mariclare Costello | Audrey                | Jani Ildikó      |
| Meg Mundy          | nagymama              | Vajay Erzsi      |
| Elizabeth Hubbard  | Ruth                  | n.a              |
| Adam Baldwin       | Stillman              | Lux Ádám         |
| Richard Whiting    | nagypapa              | Baranyi László   |

további magyar hangok: Zsolnai Júlia, Minárovits Péter, Stefán Zoltán, Dallos Szilvia, Hankó Attila, Jakab Csaba, Kautzky Armand, Koroknay Géza, Magda Gabi, Pathó István, Ujréti László

## Kritika
Az Átlagemberek 90%-os minősítést kapott negyvenegy értékelés alapján a Rotten Tomatoeson. A kritikusok dicsérték mind Redford rendezői munkáját, mind a színészek alakítását: „Redford kiválóan ábrázolja, hogyan képesek elrejteni a családok belső válságaikat a külvilág szeme elől.” – írta James Berardinelli. A The New York Times a következőképp fogalmazott: „Ami igazán elismerésre méltó Redford (...) és Alvin Sargent (...) részéről, hogy a szereplőket átlagosságuk elvesztése nélkül teszik fontossá, se nem védve őket, se nem ítélkezve fölöttük.”, „A legérdekesebb szereplő Beth Jarrett, akit Mary Tyler Moore remekül alakít, és csak azért nem tűnik ki a filmből, mert a többi is kiváló teljesítményt ér el.”
Mikor 2017. január 25-én Moore elhunyt, Sutherland az Entertainment Weeklynek nyilatkozott a színésznőről: „Mary tökéletes, az volt és mindig is lesz. Tökéletes volt vele együtt dolgozni, tökéletes volt a színészi játéka, szinte fájdalmasan, és a barátsága is, a barátjának lenni is tökéletes. Rabja maradok.” 2016-ban Sutherland és Redford Moore-ral egyetemben évfordulót ünnepeltek, akkor Moore elmesélte, hogyan alakította ki magában Beth szerepét és kapcsolatát annak férjével: „Beth egy áldozat volt. Mikor ezt elmondtam Redfordnak, megosztotta velem, hogy a látszatviszony Beth és Conrad között az ő apja és közte lévő kapcsolatot tükrözi. Beth az én apámra is emlékeztetett és az ő hideg közömbösségére. Elképzeltem egy részét magamban, hozzáadva Beth tökéletességére való törekvését, és kész volt minden, hogy filmre vigyem.” 
„Amit igazán becsülök ebben a filmben, hogy ad időt a karakterek kifejlődésének, és a végbemenő változásoknak.” – írta Roger Ebert kritikus.
A produkciót hat Oscar-díjra jelölték, Redford és Hutton megnyerték, Moore és Judd Hirsch jelölést kapott. Donald Sutherland Golden Globe-díjat kapott. A film közel 55 millió dollár bevételt szerzett összesen.

## Díjak és jelölések
| Év   | Díj                                        | Kategória                                                                           | Eredmény |
| ---- | ------------------------------------------ | ----------------------------------------------------------------------------------- | -------- |
| 1980 | Kansasi Filmkritikusok Köre                | legjobb film                                                                        | Elnyerte |
| 1980 | Kansasi Filmkritikusok Köre                | legjobb férfi mellékszereplő: Timothy Hutton                                        | Elnyerte |
| 1980 | Kansasi Filmkritikusok Köre                | legjobb rendező: Robert Redford                                                     | Elnyerte |
| 1980 | Los Angeles-i Filmkritikusok Szövetsége    | legjobb férfi mellékszereplő: Timothy Hutton                                        | Elnyerte |
| 1980 | National Board of Review                   | legjobb film                                                                        | Elnyerte |
| 1980 | National Board of Review                   | legjobb rendező: Robert Redford                                                     | Elnyerte |
| 1980 | National Board of Review                   | Egyike az év tíz legjobb filmjeinek                                                 | Elnyerte |
| 1980 | New York-i Filmkritikusok Egyesülete       | legjobb film                                                                        | Elnyerte |
| 1980 | New York-i Filmkritikusok Egyesülete       | legjobb rendező: Robert Redford                                                     | Jelölve  |
| 1980 | New York-i Filmkritikusok Egyesülete       | legjobb férfi mellékszereplő: Timothy Hutton                                        | Jelölve  |
| 1980 | New York-i Filmkritikusok Egyesülete       | legjobb női főszereplő: Mary Tyler Moore (megosztva Goldie Hawnnal)                 | Jelölve  |
| 1981 | Directors Guild of America                 | legjobb rendezés: Robert Redford, Ronald L. Schwary, Steve Perry és Michael Britton | Elnyerte |
| 1981 | Golden Globe-díj                           | legjobb filmdráma                                                                   | Elnyerte |
| 1981 | Golden Globe-díj                           | legjobb rendező: Robert Redford                                                     | Elnyerte |
| 1981 | Golden Globe-díj                           | legjobb férfi főszereplő: Donald Sutherland                                         | Jelölve  |
| 1981 | Golden Globe-díj                           | legjobb női főszereplő: Mary Tyler Moore                                            | Elnyerte |
| 1981 | Golden Globe-díj                           | legjobb férfi mellékszereplő: Timothy Hutton                                        | Elnyerte |
| 1981 | Golden Globe-díj                           | Az év felfedezett színésze: Timothy Hutton                                          | Elnyerte |
| 1981 | Golden Globe-díj                           | legjobb férfi mellékszereplő: Judd Hirsch                                           | Jelölve  |
| 1981 | Golden Globe-díj                           | legjobb forgatókönyv: Alvin Sargent                                                 | Jelölve  |
| 1981 | Olasz Filmkritikusok Nemzeti Testülete     | Ezüst Szalag: legjobb külföldi rendező – Robert Redford                             | Jelölve  |
| 1981 | Amerikai Filmkritikusok Nemzeti Szövetsége | legjobb női főszereplő: Mary Tyler Moore                                            | Jelölve  |
| 1981 | Amerikai Filmkritikusok Nemzeti Szövetsége | legjobb férfi mellékszereplő: Timothy Hutton                                        | Jelölve  |
| 1981 | Oscar-díj                                  | legjobb film                                                                        | Elnyerte |
| 1981 | Oscar-díj                                  | legjobb rendező: Robert Redford                                                     | Elnyerte |
| 1981 | Oscar-díj                                  | legjobb adaptált forgatókönyv: Alvin Sargent                                        | Elnyerte |
| 1981 | Oscar-díj                                  | legjobb női főszereplő: Mary Tyler Moore                                            | Jelölve  |
| 1981 | Oscar-díj                                  | legjobb férfi mellékszereplő: Timothy Hutton                                        | Elnyerte |
| 1981 | Oscar-díj                                  | legjobb férfi mellékszereplő: Judd Hirsch                                           | Jelölve  |
| 1981 | Writers Guild of America                   | legjobb adaptált forgatókönyv: Alvin Sargent                                        | Elnyerte |
| 1982 | BAFTA-díj                                  | legjobb női főszereplő: Mary Tyler Moore                                            | Jelölve  |
| 1982 | BAFTA-díj                                  | legjobb férfi felfedezett: Timothy Hutton                                           | Jelölve  |
| 1982 | Japán Filmakadémia                         | legjobb külföldi film                                                               | Jelölve  |